# موتا دي كونتي
موتا دي كونتي هي بلدية في مقاطعة فرشيلي التابعة لإقليم بييمونتي الإيطالي، تقع على بعد حوالي 70 كيلومتر (43 ميل) إلى الشرق من مدينة تورينو وحوالي 15 كيلومتر (9 ميل) جنوب شرق مدينة فيرتشيلي. في 31 كانون الأول / ديسمبر 2004 كان عدد سكانها 851 نسمة، وتبلغ مساحتها 11.8 كيلومتر مربع (4.6 ميل2).
بلدية موتا دي كونتي تحتوي على فراتسيوني (تقسيمات فرعية للقرى والنجوع).
تقع موتا دي كونتي على حدود البلديات التالية: كانديا لوميلينا، كارسانا، كازالي مونفيراتو، لانغوسكو، فيلانوفا مونفيراتو.